# Chris Carmack
James Christopher Carmack (Washington D. C., Estados Unidos, 22 de diciembre de 1980), conocido como Chris Carmack, es un actor y exmodelo estadounidense.
Chris se crio en Derwood, Maryland. Su trabajo como modelo de Abercrombie and Fitch le permitió lograr un papel secundario en la serie de televisión The O.C., donde interpreta a Luke Ward. En 2000 apareció en Dawson's Creek.
Entre otras apariciones en películas cinematográficas, apareció en la película de 2006 Love Wrecked, interpretando al cantante de rock Jason Masters. También apareció en la película de ese mismo año Just My Luck, protagonizada por Lindsay Lohan. Y en 2009, protagonizó junto a Laura Vandervoort, la segunda entrega de Into the Blue 2: The Reef. En 2012 aparece en algunos episodios en la serie de la ABC Nashville. También apareció en la cuarta temporada de Desperate Housewives como el primo de Susan Mayer. En 2018, se incorporó a la serie Grey's Anatomy como el Dr. Atticus Lincoln de cirugía ortopédica.

## Vida personal
Anunció su compromiso con Erin Slaver el 2 de marzo de 2016. Se casaron en octubre de 2018. La pareja le dio la bienvenida a su primera hija, Kai, el 30 de agosto de 2016. En marzo de 2022 se hizo público que estaban esperando otra hija. Su segunda hija, Cielle Estee, nació el 10 de mayo de 2022.

## Filmografía
| Año  | Título                                   | Rol               | Notas                            |
| ---- | ---------------------------------------- | ----------------- | -------------------------------- |
| 2004 | Bring It On Again                        | Todd              |                                  |
| 2005 | Candy Paint                              | Jugador de fútbol |                                  |
| 2005 | Love Wrecked                             | Jason Masters     |                                  |
| 2006 | Just My Luck                             | David Pennington  | No acreditado[cita requerida]    |
| 2007 | Suburban Girl                            | Jed Hanson        |                                  |
| 2008 | H20 Extreme                              | Austin            |                                  |
| 2009 | The Butterfly Effect 3: Revelations      | Sam Reide         |                                  |
| 2009 | Into the Blue 2: The Reef                | Sebastian White   |                                  |
| 2010 | Alpha and Omega                          | Garth             | Voz                              |
| 2011 | Shark Night                              | Dennis            |                                  |
| 2012 | Dark Power                               | Durant            |                                  |
| 2013 | Alpha and Omega 2: A Howl-iday Adventure | Garth             | Película directamente para vídeo |
| 2015 | The Dust Storm                           | David             |                                  |

| Año           | Título                   | Rol                    | Notas                                                                               |
| ------------- | ------------------------ | ---------------------- | ----------------------------------------------------------------------------------- |
| 2000          | Strangers with Candy     | Laird                  | Episodio: "Invisible Love"                                                          |
| 2003          | Player$                  | Himself                | Episodio: "Voodoo That You Do... with Hobbits!"                                     |
| 2003–2004     | The O.C.                 | Luke Ward              | Rol principal (temporada 1); Invitado especial (temporada 2); 21 episodios          |
| 2004          | The Last Ride            | Matthew Rondell        | Película de televisión                                                              |
| 2005          | Beach Girls              | Cooper Morgenthal      | Miniserie                                                                           |
| 2005          | Smallville               | Geoff Johns            | Episodio: "Recruit"                                                                 |
| 2005          | Jake in Progress         | Jared Rush             | Episodio: "Ubusy?"                                                                  |
| 2005–2006     | Related                  | Alex Brody             | Rol recurrente, 11 episodios                                                        |
| 2007          | CSI: Miami               | Cole Telford           | Episodio: "Kill Switch"                                                             |
| 2007          | Higglytown Heroes        | Referee Hero           | Episodio: "Little Big Fish / Good Sports"                                           |
| 2008          | Desperate Housewives     | Tim Bremmer            | Episodio: "Sunday"                                                                  |
| 2008          | CSI: NY                  | Colby Duncan           | Episodio: "Forbidden Fruit"                                                         |
| 2009          | NCIS                     | Kevin Nelson           | Episodio: "Love & War"                                                              |
| 2009          | Drop Dead Diva           | Brian                  | Episodio: "Crazy"                                                                   |
| 2010          | Beauty & the Briefcase   | Liam                   | Película de televisión                                                              |
| 2010          | Deadly Honeymoon         | Trevor Forrest         | Película de televisión                                                              |
| 2011          | Grace                    | Dylan Doran            | Película de televisión                                                              |
| 2012          | A Christmas Wedding Date | Chad                   | Película de televisión                                                              |
| 2012          | All About Christmas Eve  | Aidan Green            | Película de televisión                                                              |
| 2013–2018     | Nashville                | Will Lexington         | Rol recurrente (temporada 1); Rol principal (temporadas 2–6); 92 episodios          |
| 2018–presente | Grey's Anatomy           | Atticus "Link" Lincoln | Rol recurrente (temporada 15); Rol principal (temporadas 16–presente); 36 episodios |

| Año  | Título                  | Rol         | Notas |
| ---- | ----------------------- | ----------- | ----- |
| 2015 | Final Fantasy Type-0 HD | Quon Yobatz | Voz   |

## Créditos teatrales
| Año  | Título                 | Rol               | Lugar                             | Otras notas |
| ---- | ---------------------- | ----------------- | --------------------------------- | ----------- |
| 2006 | Entertaining Mr Sloane | Sloane            | Laura Pels Theatre                |             |
| 2006 | Summer and Smoke       | John Buchanan Jr. | Apollo Theatre Shaftesbury Avenue |             |